# Jász-Nagykun-Szolnok vármegyei labdarúgó-bajnokság (első osztály)
A Jász-Nagykun-Szolnok vármegyei első osztály a megyében zajló bajnokságok legmagasabb osztálya, országos szinten negyedosztálynak felel meg. A bajnokságot a megyei szövetség írja ki. A bajnok az NB III-ban folytathatja.

## Csapatok 2019/2020
2014/2015-ben az alábbi csapatok szerepelnek a bajnokságban:
| Csapat                           | Település        |
| -------------------------------- | ---------------- |
| Csépa KSE                        | Csépa            |
| Fegyvernek KSE                   | Fegyvernek       |
| Jánoshida SE                     | Jánoshida        |
| Jászapáti FK                     | Jászapáti        |
| Jászárokszállási VSE-Rosenberger | Domoszló         |
| Jászfényszarui VSE               | Egerszalók       |
| Karcagi SE                       | Karcag           |
| Kisújszállási SE                 | Kisújszállás     |
| Kunhegyesi ESE                   | Kunhegyes        |
| Martfűi VSE                      | Martfű           |
| Rákóczifalva SE                  | Rákóczifalva     |
| Szajol KLK                       | Szajol           |
| Tiszafüred VSE                   | Tiszafüred       |
| Törökszentmiklósi FC             | Törökszentmiklós |
| Túrkeve VSE                      | Túrkeve          |
| Újszász VVSE                     | Újszász          |